# Louicius Don Deedson
Louicius Don Deedson, né le 11 février 2001 à Tabarre en Haïti, est un footballeur international haïtien, qui joue au poste d'ailier droit à l'Odense BK.

## Biographie

### En club
Né à Tabarre en Haïti, Louicius Don Deedson commence le football dans son pays natal, puis il poursuit sa formation aux États-Unis, avec l'Atlanta United notamment. Le 5 août 2019, Deedson rejoint le Danemark afin de s'engager en faveur du Hobro IK. Il signe un contrat de quatre ans, soit jusqu'en juin 2023.
Dans une équipe en difficulté en championnat et qui joue son maintien lors de la saison 2021-2022, Deedson parvient à tirer son épingle du jeu, auteur de 6 buts en 28 matchs, il est récompensé de ses prestations en étant élu joueur de la saison à l'Hobro IK.
Lors de l'été 2023, alors qu'il est suivi par l'Aalborg BK, Louicius Don Deedson rejoint finalement l'Odense BK. Le transfert est annoncé le 23 juin 2023 et il signe un contrat de quatre ans, soit jusqu'en juin 2027.
Le 27 août 2023, Deedson se fait remarquer en réalisant un doublé sur le pelouse du Hvidovre IF, en championnat. Entré en jeu à la pause, il contribue à la victoire de son équipe par cinq buts à un. Il s'agit de ses deux premiers buts pour le club,.

### En sélection
Appelé en mars 2021, dans la première liste du nouveau sélectionneur Jean-Jacques Pierre, Louicius Don Deedson honore finalement sa première sélection avec l'équipe nationale d'Haïti le 25 mars 2021 face à Belize. Il est titularisé et son équipe s'impose par deux buts à zéro.
Le 13 septembre 2023, Deedson se fait remarquer en marquant deux buts contre la Jamaïque, lors d'un match comptant pour la Ligue A de la Ligue des nations de la CONCACAF 2023-2024. Titulaire, il marque à deux reprises dans les quinze premières minutes mais son équipe finit par concéder le match nul (2-2 score final). Sa prestation ce jour-là lui vaut d'être nommé dans l’équipe type de la CONCACAF.
En juin 2025, Deedson figure dans la liste du sélectionneur Sébastien Migné afin de participer à la Gold Cup 2025 avec Haïti,.